# 1996 w Wojsku Polskim
Kalendarium Wojska Polskiego 1996 – wydarzenia w Wojsku Polskim w roku 1996.

## Styczeń
1 stycznia
- sformowano 3 Kaszubski Dywizjon Lotniczy i 5 Batalion Zabezpieczenia wchodzące w skład Gdyńskiej Brygady Lotnictwa Marynarki Wojennej[1].

3 stycznia
- prezydent Aleksander Kwaśniewski powołał:

dr. Jerzego Milewskiego na stanowisko szefa Biura Bezpieczeństwa Narodowego,
Zbigniewa Siemiątkowskiego na stanowisko zastępcy szefa Biura Bezpieczeństwa Narodowego
4 stycznia
- prezydent Aleksander Kwaśniewski wręczył Stanisławowi Dobrzańskiemu nominację na stanowisko ministra obrony narodowej[2]

10–13 stycznia
- w Ośrodku Szkolenia Wysokogórskiego w Nadziejowie, wspólnie z czterema amerykańskimi marines z 10 Grupy Specjalnej w Modlingen (RFN), ćwiczyli żołnierze 22 Brygady Piechoty Górskiej[2]

22–23 stycznia
- W Zakopanem odbyło się polsko-niemieckie seminarium „Stosunki Polska–Niemcy w obliczu integracji europejskiej z uwzględnieniem aspektów militarnych”[2]

24 stycznia
- pożegnano żołnierzy 16 Batalionu Powietrznodesantowego udających się do Bośni w celu objęcia służby w IFOR[2]

25 stycznia
- pluton kompanii dowodzenia POLBAT-u wchodzącego w skład Brygady Nordycko-Polskiej, objął posterunek kontrolny Z-07 w Bośni[2]

## Luty
1 lutego
- Prezydent RP Aleksander Kwaśniewski nadał 6 Brygadzie Kawalerii Pancernej sztandar[3]

4 lutego
- w Zgorzelcu zastępca dowódcy Śląskiego Okręgu Wojskowego generał brygady Aleksander Topczak wręczył dowódcy 1 batalionu obrony przeciwchemicznej podpułkownikowi Marianowi Smokowskiemu sztandar ufundowany przez miejscowe społeczeństwo[2]

7 lutego
- Stanisław Dobrzański pozostał na stanowisku ministra obrony narodowej w nowym rządzie Włodzimierza Cimoszewicza[2] → Rząd Włodzimierza Cimoszewicza

11 lutego
- minister obrony narodowej Stanisław Dobrzański wręczył nowy sztandar dowódcy 4 Gdyńskiej Brygady Rakietowej Obrony Powietrznej pułkownikowi Andrzejowi Tetkowskiemu[2]

14 lutego
- weszła w życie ustawa z dnia 14 grudnia 1995 roku o urzędzie Ministra Obrony Narodowej[4], zgodnie z którą Minister Obrony Narodowej był naczelnym organem administracji państwowej w dziedzinie obronności Państwa (zob. administracja rządowa w Polsce), a Szef Sztabu Generalnego Wojska Polskiego był najwyższym pod względem pełnionej funkcji żołnierzem w czynnej służbie wojskowej. Zakres działania Ministra Obrony Narodowej w czasie wojny miała określać odrębna ustawa, której jednak nie uchwalono.

15–17 lutego
- w jednostkach 4 Korpusu Lotniczego w Poznaniu przebywała delegacja 3 Dywizji Lotniczej Bundeswehry[2]

24 lutego
- weszła w życie ustawa z dnia 9 listopada 1995 roku o zmianie ustawy o służbie wojskowej żołnierzy zawodowych oraz niektórych innych ustaw[5], na mocy której w Siłach Zbrojnych RP zostały wprowadzone nowe stopnie wojskowe:

starszego plutonowego (starszego bosmanmata),
młodszego chorążego sztabowego (młodszego chorążego sztabowego marynarki),
korpus podoficerów został podzielony na podoficerów młodszych i podoficerów starszych,
korpus chorążych został podzielony na chorążych młodszych i chorążych starszych,
podoficerami młodszymi zostali żołnierze posiadający stopnie kaprala (mata) i starszego kaprala (starszego mata),
podoficerami starszymi zostali żołnierze posiadający stopnie plutonowego (bosmanmata), starszego plutonowego (starszego bosmanmata), sierżanta (bosmana), starszego sierżanta (starszego bosmana), sierżanta sztabowego (bosmana sztabowego) i starszego sierżanta sztabowego (starszego bosmana sztabowego),
chorążymi młodszymi zostali żołnierze posiadający stopnie młodszego chorążego (młodszego chorążego marynarki) i chorążego (chorążego marynarki),
chorążymi starszymi zostali żołnierze posiadający stopnie starszego chorążego (starszego chorążego marynarki), młodszego chorążego sztabowego (młodszego chorążego sztabowego marynarki), chorążego sztabowego (chorążego sztabowego marynarki) i starszego chorążego sztabowego (starszego chorążego sztabowego marynarki).
28 lutego
- na pokładzie niszczyciela rakietowego ORP „Warszawa” admirał Romuald Waga przekazał obowiązki dowódcy Marynarki Wojennej wiceadmirałowi Ryszardowi Łukasikowi[2] → Dowódca Marynarki Wojennej
- sejmowa Komisja Obrony Narodowej omówiła wnioski wynikające dla resortu Obrony Narodowej z raportów Najwyższej Izby Kontroli o handlu bronią[2]

## Marzec
2 marca
- w Oleśnicy minister brony narodowej Stanisław Dobrzański wręczył komendantowi Centrum Szkolenia Inżynieryjno-Lotniczego pułkownikowi Wiesławowi Kaczmarskiemu sztandar ufundowany przez miejscowe społeczeństwo[2]

18–23 marca
- na Bałtyku odbyły się polsko-francuskie ćwiczenia pod kryptonimem „Passex 96”[2]

18–29 marca
- na terytorium Republiki Federalnej Niemiec odbyły się ćwiczeniach dowódczo-sztabowe pod kryptonimem „Compact Guard 96”. Uczestniczyła w nich grupa polskich wyższych oficerów pod kierownictwem generała brygady pilota Mieczysława Walentynowicza. W końcowej fazie ćwiczeń uczestniczyli szef WP generał broni Tadeusz Wilecki i szef Inspektoratu Szkolenia Sztabu Generalnego Wojska Polskiego generał dywizji Leon Komornicki[2].

20 marca
- 17 Brygada Zmechanizowana w Międzyrzeczu otrzymała imię generała broni Józefa Dowbor-Muśnickiego i nazwę wyróżniającą „Wielkopolska”[6]
- 29 Brygada Zmechanizowana w Szczecinie otrzymała imię Króla Stefana Batorego[7]
- 6 Brygada Kawalerii Pancernej w Stargardzie Szczecińskim otrzymała imię generała brygady Konstantego Plisowskiego[8]
- 9 Pułk Radioelektroniczny z Lidzbarka Warmińskiego otrzymał nazwę wyróżniającą „Warmiński”[9]
- 10 Pułk Samochodowy w Warszawie otrzymał imię majora Stefana Starzyńskiego i nazwę wyróżniającą „Warszawski”[10]
- 3 Batalion Dowodzenia w Lublinie otrzymał imię generała broni Leona Berbeckiego[11]

24 marca
- na poligonie w Drawsku odbywały się ćwiczeniach żołnierzy duńskich, niemieckich i polskich pod kryptonimem „Bałtycka współpraca 96”[2]

25–28 marca
- na poligonie Orzysz odbyły się ćwiczenia dowódczo-sztabowe pod kryptonimem „Jodła 96”. Ćwiczono m.in. współdziałanie z ogniwami obrony terytorialnej oraz siłami układu pozamilitarnego. Ćwiczeniami kierował dowódca Warszawskiego Okręgu Wojskowego generał dywizji Julian Lewiński[2]

26 marca
- generał brygady Konstanty Malejczyk przekazał obowiązki szefa Wojskowych Służb Informacyjnych kontradmirałowi Kazimierzowi Głowackiemu

## Kwiecień
10 kwietnia
- 12 Brygada Zmechanizowana w Szczecinie otrzymała imię generała broni Józefa Hallera[12]
- 15 Brygada Kawalerii Pancernej otrzymał imię generała broni Władysława Andersa[13]

19 kwietnia
- 5 Pułk Chemiczny w Tarnowskich Górach otrzymał imię generała broni Leona Berbeckiego i nazwę wyróżniającą „Tarnogórski”[14]
- 17 Pułk Artylerii Przeciwpancernej w Gnieźnie otrzymał imię Króla Bolesława Chrobrego[15]

30 kwietnia
- płk dypl. Mieczysław Stachowiak objął obowiązki dowódcy 5 Kresowej Dywizji Zmechanizowanej w Gubinie; poprzedni dowódca generał brygady Zbigniew Jabłoński odszedł na inne stanowisko w dowództwie Śląskiego Okręgu Wojskowego[16]

## Maj
6 maja
- 2 Pułk Rozpoznawczy w Hrubieszowie otrzymał imię majora Henryka Dobrzańskiego „Hubala” i nazwę wyróżniającą „Hrubieszowski”[17]

14 maja
- 73 Pułk Zmechanizowany Ułanów Karpackich z Gubina obchodził swoje 45-lecie[16]

28 maja
- Zmarł płk w st. spocz. Władysław Klemens Stasiak, oficer sztabu 1 Samodzielnej Brygady Spadochronowej, uczestnik bitwy o Arnhem, współorganizator wojsk powietrznodesantowych w Wojsku Polskim, autora „W locie szumią spadochrony. Wspomnienia żołnierza spod Arnhem”[18].

## Czerwiec
12 czerwca

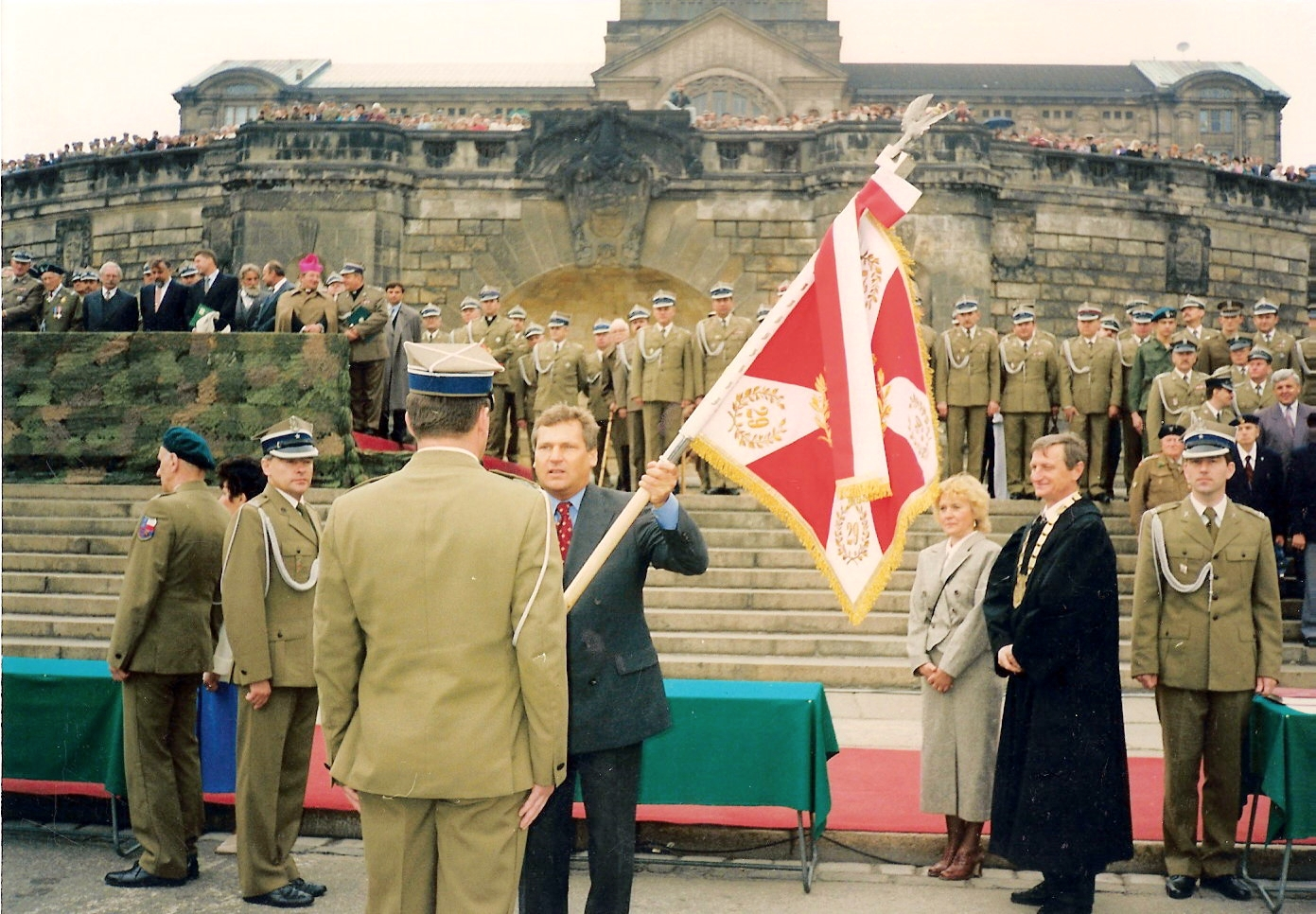
Prezydent Aleksander Kwaśniewski wręczył sztandary jednostkom 12 DZ

- 4 Brygada Zmechanizowana w Gorzowie Wielkopolskim otrzymała imię generała Piotra Szembeka i nazwę wyróżniającą „Gorzowska”[19]
- 3 Pułk Przeciwlotniczy w Szczecinie otrzymał imię pułkownika Włodzimierza Ludwiga[20]

23 czerwca
- na Wałach Chrobrego w Szczecinie Prezydent RP Aleksander Kwaśniewski wręczył sztandary jednostkom 12 Dywizji Zmechanizowanej

## Lipiec
1–11 lipca
- pododdziały piechoty francuskiej 27 Dywizji Alpejskiej i polskiej 21 Brygady Strzelców Podhalańskich ćwiczyły w Bieszczadach, Nowej Dębie i Kirach[21]

13 lipca
- rozwiązano dywizjon artylerii przeciwpancernej 5 Kresowej Dywizji Zmechanizowanej[21]

14 lipca
- Brygada Lotnictwa Marynarki Wojennej otrzymała nazwę wyróżniającą „Gdyńska” oraz imię kmdr. por. pil. Karola Trzaski-Durskiego[22].

17 lipca
- 3 Batalion Zabezpieczenia Marynarki Wojennej przyjął imię kmdr. ppor. inż. Zygmunta Horyda[23]

20–25 lipca
- polscy lotnicy uczestniczyli w manewrach sił powietrznych NATO oraz krajów Europy Środkowej i Wschodniej na Węgrzech pod kryptonimem „Cooperative Chance 96”[21]

27 lipca
- w Wałczu wiceminister obrony narodowej Tadeusz Grabowski wręczył dowódcy 2 Brygady Zmechanizowanej Legionów im. Marszałka Józefa Piłsudskiego podpułkownikowi Wiktorowi Marcinkowskiemu sztandar ufundowany przez miejscowe społeczeństwo[21]
- w Tomaszowie Mazowieckim zastępca szefa Sztabu Generalnego Wojska Polskiego generał dywizji pilot Jerzy Gotowała wręczył dowódcy 2 Pułku Kawalerii Powietrznej majorowi Tadeuszowi Bukowi sztandar ufundowany przez miejscowe społeczeństwo[21]

## Sierpień
2 sierpnia
- Prezydent RP Aleksander Kwaśniewski nadał sztandar 3 Zamojskiej Brygadzie Obrony Terytorialnej[24]

8 sierpnia
- weszły w życie rozporządzenia Rady Ministrów z dnia 9 lipca 1996 roku

w sprawie nadania statutu Ministerstwu Obrony Narodowej,
w sprawie szczegółowego zakresu działania Ministra Obrony Narodowej
- Sejmowa Komisja Obrony Narodowej pozytywnie oceniła realizację budżetu MON w 1995 roku. Wydatki resortu wyniosły ok. 6,6 mld zł[21]

13 sierpnia
- 3 Brygada Obrony Terytorialnej otrzymała nazwę wyróżniającą „Zamojska”[27]
- 56 Pułk Śmigłowców Bojowych otrzymał nazwę wyróżniającą „Kujawski”[28]

14 sierpnia
- generał broni Tadeusz Wilecki wręczył „Pierścienie Oficerskie”. Otrzymali je generałowie dywizji Tadeusz Bazydło i Janusz Ornatowski, generałowie brygady Kazimierz Madej, Alfons Kupis, Mieczysław Karus, Ryszard Olszewski oraz pułkownicy S. Oleszczak, Stanisław Sobiechowski, S. Chwojnicki, A. Gruszeczka, J. Rybicki, A. Szygalski, W. Sieja, a także komandorzy A. Karkoszka, kmdr Kazimierz Wolan[21]

15 sierpnia
- w Czarnem wiceminister obrony narodowej Andrzej Załucki wręczył dowódcy 13 Brygady Zmechanizowanej im. generała broni Józefa Hallera podpułkownikowi Antoniemu Słonimskiemu sztandar[21]

17 sierpnia
- na Placu Zamkowym w Lublinie minister obrony narodowej Stanisław Dobrzański wręczył sztandary jednostkom 3 Brygady Zmechanizowanej Legionów im. Romualda Traugutta:

3 Batalionowi Dowodzenia pod dowództwem majora Henryka Flisa,
1 Kołobrzeskiemu Batalionowi Zmechanizowanemu pod dowództwem majora J. Kukiera,
3 Dywizjonowi Przeciwlotniczemu pod dowództwem kapitana J. Osinowskiego
- w Przasnyszu sekretarz stanu Andrzej Karkoszka wręczył dowódcy 2 Pułku Radioelektronicznego pułkownikowi Stanisławowi Krzyżanowskiemu i dowódcy 20 Ośrodka Szkolenia Specjalistów Radioelektroniki pułkownikowi Jerzemu Bissowi nowe sztandary ufundowane przez miejscowe społeczeństwo

18 sierpnia
- w Chełmie dyrektor generalny Biura Bezpieczeństwa Narodowego Maciej Flemming wręczył dowódcy Ośrodka Szkolenia Specjalistów Czołgowych nowy sztandar ufundowany przez miejscowe społeczeństwo

20 sierpnia
- dowódca Wojsk Lotniczych i Obrony Powietrznej przyjął w podporządkowanie Centrum Szkolenia Specjalistów Wojsk Obrony Przeciwlotniczej w Koszalinie i Ośrodek Szkolenia Poligonowego w Wicku Morskim.

26–30 sierpnia
- na wodach Zatoki Pomorskiej trwały międzynarodowe ćwiczenia „Baltic Endeavour 96” z udziałem okrętów wojennych Niemiec, Danii, Szwecji i Polski. Ćwiczeniami kierował dowódca 8 Flotylli Obrony Wybrzeża kontradmirał Stanisław Kasperkowiak[21]

29 sierpnia
- dotychczasowy komendant Wyższej Szkoły Oficerskiej im. Stefana Czarnieckiego w Poznaniu generał brygady Józef Flis został wyznaczony na stanowisko dowódcy Grupy Organizacyjno-Przygotowawczej Dowództwa Wojsk Lądowych. Obowiązki komendanta objął generał brygady doktor habilitowany Krzysztof Pajewski[21].

## Wrzesień
2 września
- pułkownik Wiesław Kaczmarski przekazał obowiązki komendanta Centrum Szkolenia Inżynieryjno-Lotniczego w Oleśnicy pułkownikowi doktorowi inżynierowi Władysławowi Melnarowiczowi. W trakcie ceremonii pułkownik Melnarowicz odczytał uchwałę Rady Pedagogicznej CSIL o ustanowieniu medalu „Zasłużony dla CSIL”, a pierwszym uhonorowanym został pułkownik Kaczmarski, który po 40 latach zakończył służbę wojskową[29]

2–3 września
- na poligonie w Drawsku polskie i brytyjskie pododdziały uczestniczyły w ćwiczeniach p.k „Ułański Orzeł 96”. Ćwiczenia prowadził dowódca brytyjskiej 7 Brygady Pancernej „Szczury Pustyni” gen. bryg. D. Montogomery[21]

4 września
- podczas spotkania Ministra Obrony Narodowej Stanisława Dobrzańskiego z Ministrem Obrony Ukrainy generałem pułkownikiem Ołeksandrem Kuźmukiem zostały omówione perspektywy utworzenia i funkcjonowania polsko-ukraińskiego batalionu[21]

6 września
- 2 Brygada Obrony Terytorialnej w Mińsku Mazowieckim otrzymała imię generała dywizji Franciszka Kleeberga i nazwę wyróżniającą „Mińsko-Mazowiecka”[30]

12 września
- dowódca Garnizonu miasta stołecznego Warszawa generał brygady Stefan Włudyka wręczył dowódcy 10 Warszawskiego Pułku Samochodowego pułkownikowi Andrzejowi Opiole nowy sztandar[21]

12–14 września
- na Bałtyku prowadzono kompleksowe ćwiczenia pod kryptonimem „Barakuda 96”. W ramach ćwiczenia odbyły się strzelania torpedowe okrętów podwodnych i nawodnych[21].

15 września
- wiceminister obrony narodowej T. Grabowski wręczył dowódcy 2 Mińsko-Mazowieckiej Brygady Obrony Terytorialnej im. gen. F. Kleeberga nowy sztandar[21]
- szef sztabu Śląskiego Okręgu Wojskowego gen. bryg. Zygmunt Sadowski wręczył dowódcy 5 batalionu dowodzenia 5 Kresowej Dywizji Zmechanizowanej im. Króla Bolesława Chrobrego kpt. Zygmuntowi Malcowi sztandar ufundowany przez społeczeństwo gminy Gubin[31]

16 września
- na poligonie w Drawsku Pomorskim trwały ćwiczenia pod kryptonimem „Ułan Eagle 96”[21]

18 września
- rozformowano 1 Korpus Obrony Powietrznej WLiOP. Dowódca korpusu płk pil. R. Zakrzewski przekazał 1 plm „Warszawa” dowódcy 3 Korpusu Obrony Powietrznej WLiOP.

23–26 września
- na poligonie w Orzyszu trwały wieloszczeblowe ćwiczenia dowódczo-sztabowe pod kryptonimem „Klon 96”. Ćwiczenia prowadził dowódca Warszawskiego Okręgu Wojskowego gen. dyw. Julian Lewiński[21].

24–27 września
- na poligonach w rejonie Żagania i Świętoszewa przeprowadzono ćwiczenia pod kryptonimem „Orion 96”. Celem ćwiczenia była organizacja obrony kolejnej rubieży okręgu i tworzenie zgrupowania uderzeniowego oraz prowadzenie działań zaczepnych. Ćwiczenie przeprowadził dowódca Śląskiego Okręgu Wojskowego gen. dyw. Janusz Ornatowski[21]

25 września–6 października
- marynarze 13 państw, w tym Polski, uczestniczyli w międzynarodowych ćwiczeniach pod kryptonimem „Cooperative Venture 96”. Celem manewrów było doskonalenie współdziałania pomiędzy morskimi siłami NATO a siłami członków „Partnerstwa dla Pokoju”[21]

## Październik
10 października
- w ćwiczeniach jednostek Krakowskiego Okręgu Wojskowego pod kryptonimem „Tatry 96” uczestniczył polsko-ukraiński batalion formowany dla potrzeb misji pokojowych[21]

8–10 października
- na terenie Pomorza odbyły się dwustronne ćwiczenia dowódczo-sztabowe pod kryptonimem „Ametyst 96”. Uczestniczyły dowództwa Pomorskiego Okręgu Wojskowego, 2 i 12 DZ, grupy operacyjne z 2 Korpusu Obrony Powietrznej, MW, RSzW Bydgoszcz oraz wydzielone siły i środki 4 pd, 12 prlk, regionalne organy władzy państwowej. Ćwiczenia prowadził dowódca Pomorskiego Okręgu Wojskowego gen. dyw. Tadeusz Bazydło[21]

14–19 października
- w Szklarskiej Porębie w ramach „Trójkąta Weimarskiego” odbyły się ćwiczenia „Concordia 96”. Ćwiczono działania trójnarodowego oddziału sił pokojowych ONZ podczas ewakuacji ludności cywilnej z obszaru objętego kryzysem[21]

## Listopad
4 listopada
- minister obrony narodowej Dobrzański odwołał płk. w st. sp. A. Witkowskiego ze stanowiska redaktora naczelnego „Polski Zbrojnej” i mianował na jego miejsce płk. I. Czyżewskiego[21]

4–9 listopada
- pododdziały pontonowe 4 Lubuskiej DZ im. J. Kilińskiego i 14 Dywizji Zmechanizowanej VIII OW Bundeswehry, które w ramach ćwiczeń pod kryptonimem „Wspólny most” wybudowały most w rejonie Kaleńsko i Genschmor[21]

5 listopada
- Rada Ministrów RP przyjęła projekt ustawy o obowiązku wojskowym i innych powinnościach obronnych[21]
- w Warszawie uroczyście przekazano jednostki rozformowywanego 1 Korpusu Obrony Powietrznej (3 BR, 1 BRT, 4 BL, 1 WŁ i SD) pod dowództwo 3 Korpusu Obrony Powietrznej[21]

9 listopada
- gen. bryg. Zbigniew Jabłoński wręczył dowódcy 1 batalionu 22 BPG ppłk. K. Koziołowi sztandar ufundowany przez społeczeństwo ziemi nyskiej[21]

11 listopada
- prezydent Aleksander Kwaśniewski wręczył akty nominacyjne na stopnie generalskie. Stopień generała broni otrzymał J. Gotowała; generała dywizji: M. Walentynowicz, A. Rębacz, E. Pietrzyk i F. Macioła; generała brygady Mieczysław Cieniuch, kontradmirała A. Komorowski[21].

15–16 listopada
- w Pomorskim okręgu Wojskowym przeprowadzono doroczną odprawę szkoleniową kierowniczej kadry okręgu. Najlepsze rezultaty szkoleniowe osiągnęły: 6 BKP, 2 pułk rakiet, 10 WSK, WKU Koszalin[21]

11 listopada
- dowódca 4 DZ gen. bryg. J. Baranowski wręczył dowódcy 4 Brygady Saperów sztandar ufundowany przez społeczeństwo Gorzowa Wielkopolskiego[21]

20 listopada
- gen. dyw. Janusz Ornatowski przestał dowodzić Śląskim Okręgiem Wojskowym; nowym dowódcą został gen. dyw. Antoni Walczak

22 listopada
- prezydent Aleksander Kwaśniewski wręczył gen. broni Zbigniewowi Zalewskiemu nominację na stanowisko dowódcy Wojsk Lądowych. Nowym zastępcą szefa Sztabu Generalnego WP został gen. dyw. Marian Robełek[21].

27 listopada
- w Słupsku podpisano umowę o współpracy pomiędzy 28 Pułkiem Lotnictwa Myśliwskiego a 52 Skrzydłem Lotnictwa USA[21]
- w Warszawskim Okręgu Wojskowym dokonało oceny działalności służbowej i szkoleniowej w 1996 roku. Wyróżniono m.in.: 1 Mazurską Brygadę Artylerii i 1 Warszawską Brygadę Pancerną[21]

30 listopada
- w Marynarce Wojennej dokonano oceny szkolenia w 1996 roku. Tytuły przodujących jednostek otrzymały: 12 dywizjon trałowców, 2 dywizjon lotniczy, 11 pułk łączności, Centrum Szkolenia MW, ORP „Metalowiec”, ORP Kopernik”, holownik „H-10”[21]

## Grudzień
2–3 grudnia
- w Warszawie ministrowie obrony RP S. Dobrzański i Litwy L. Linkevićius omawiali m.in. przygotowania polsko-litewskiego batalionu do udziału w misjach pokojowych. Ustalono też, że Wojsko Polskie przekaże siłom zbrojnym Litwy 9 stacji radiolokacyjnych[21].

4 grudnia
- dowódca WLiOP dokonał podsumowania szkolenia wojsk w 1996 roku. Za osiągnięcie najlepszych wyników zostały wyróżnione: 4 Gdyńska Brygada Rakietowa OP, 2 Brygada Radiotechniczna, 79 pułk rakietowy OP, Centrum Szkolenia Inżynieryjno-Lotniczego, CSI-L, 9 pułk lotnictwa myśliwskiego, 40 pułk lotnictwa myśliwsko-bombowego, 41 OSSS, 7 WT i 25 WUL[21].

6 grudnia
- w Warszawie odbyło się uroczyste rozwiązanie 1 Korpusu Obrony Powietrznej[21]

8 grudnia
- sekretarz stanu A. Karkoszka wręczył dowódcy 1 batalionu strzelców podhalańskich sztandar ufundowany przez społeczeństwo ziemi nowosądeckiej[21]

12 grudnia
- prezydent RP Aleksander Kwaśniewski wręczył 144 nauczycielom akademickim i pracownikom naukowym dyplomy profesora. Wśród mianowanych byli pułkownicy: S. Śladowski i A. Tomaszewski[21]

31 grudnia
- Polska Zbrojna (nr 250) przestała ukazywać się jako gazeta codzienna. Pierwszy egzemplarz „Polski Zbrojnej” w edycji tygodniowej ukazał się 10.1.1997 roku.